# Рама II
Рама II (енгл. Rama II) је научнофантастични роман који су написали Артур Ч. Кларк и Џентри Ли, а објављен је 1989. године. Представља наставак романа Сусрет са Рамом из 1973. године и први роман у „новом” Рама серијалу. Радња романа смештена је 70 година након догађаја из првог дела и прати нову међународну експедицију која истражује свемирски објекат познат као Рама, који улази у Сунчев систем.

## Радња
Године 2130. ванземаљски брод Рама пролетео је кроз Сунчев систем. Тај први доказ постојања ванземаљских цивилизација предочио је људском роду многа запањујућа открића, али већина његових тајни остала је неразрешена.
Седамдесет година касније, нови свемирски брод Раманаца враћа се у Сунчев систем. Овог пута, Земља је спремна за контакт. Посада најпаметнијих и најспособнијих људи планете спрема се за сусрет с ванземаљским бродом. Иако су наоружани сазнањима о претходном контакту с раманском цивилизацијом, ипак их ништа неће припремити за оно што их чека на броду Рама II – тајне космоса које су колико изненађујуће, толико и опасне.